# Cours d'eau en tresses
Pour les articles homonymes, voir Anastomose et Tresse (homonymie).

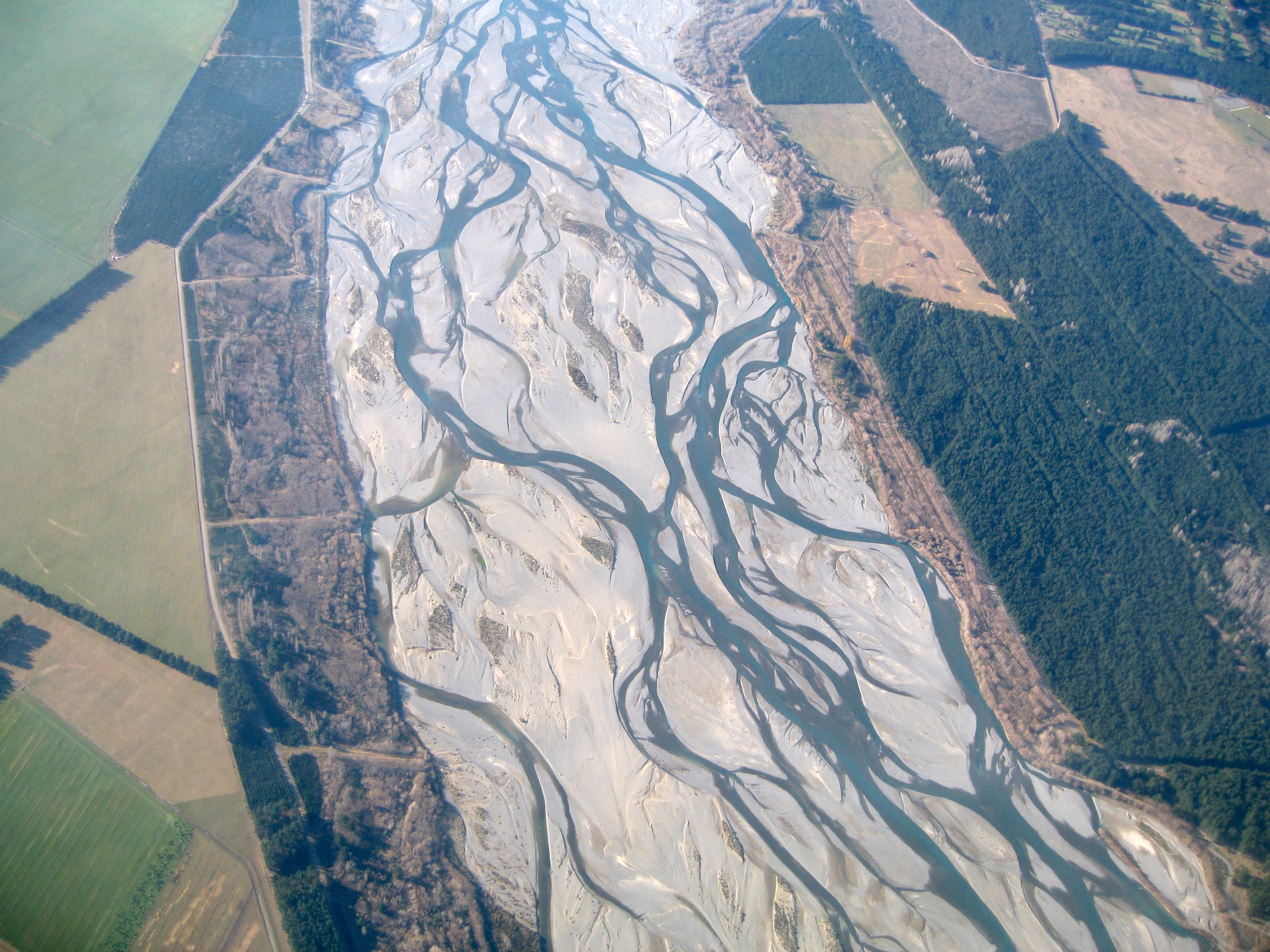
Vue aérienne des bras anastomosés du fleuve Waimakariri dans les plaines de Canterbury en Nouvelle-Zélande.

Un cours d'eau en tresses est un cours d'eau présentant de nombreux chenaux instables, formant des divisions ou connexions entre ces bras, dits anastomoses. Ces différents bras dessinent un réseau complexe et changeant rapidement de place, prenant une forme qui fait penser à une tresse d'où le nom. Entre les différents bras se dessinent des îles temporaires plus ou moins grandes constituées de sédiments arrachés aux montagnes et déposés lorsque la pente devient plus faible, soit dans une plaine de piémont (barres).
Parce que très instables, les bords d'une rivière en tresse, s'ils sont occupés par des activités humaines, demandent une gestion adaptée (exemple du Giffre).

## Formation

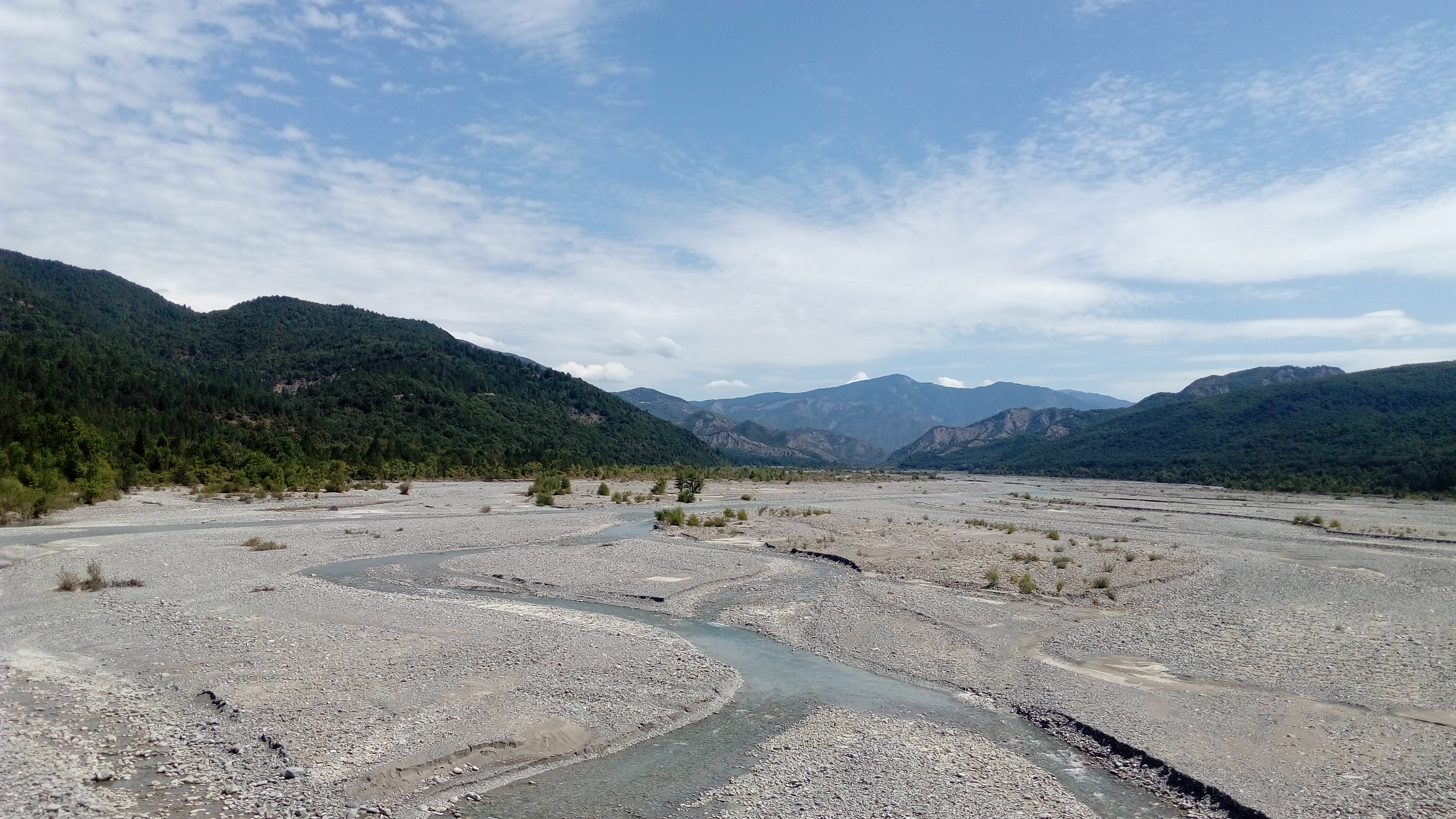
Le Drino en Grèce.

Lorsqu'un torrent naît dans un massif de montagnes relativement jeune d'un point de vue géologique, l'érosion fluviale est en général importante et, associée aux fortes pentes, permet la mobilisation et le transport de matériaux de différentes tailles allant du rocher aux argiles. Lorsque le torrent débouche brusquement dans une région où la pente est plus faible comme un plateau ou une plaine de piémont, l'énergie fournie par le courant n'est plus suffisante pour transporter la plupart des matériaux charriés qui se déposent alors en grande quantité dans le lit du cours d'eau. Ce dernier est alors entravé par d'importantes masses de débris rocheux et caillouteux qui forment de nombreuses îles de galets et de graviers, des bancs de sable, etc entre les différents bras du cours d'eau formés pour contourner ces îles et bancs.
Ces îles ne sont pas statiques et sont érodées, s'agrandissent, se déplacent dans le lit en donnant un aspect changeant au cours d'eau.

## Localisation
Les cours d'eau traversant des piémonts sont typiquement ceux pouvant posséder des anastomoses. C'est le cas du Brahmapoutre lors de sa sortie de l'Himalaya, des cours d'eau traversant les plaines de Canterbury en Nouvelle-Zélande, etc. De manière générale, la présence de massifs montagneux en cours d'érosion dans les parties amont des bassins versants favorisent le dépôt de sédiments grossiers (sable, graviers et galets) dans les parties aval. 
En France, les cours d'eau en tresses sont désormais moins fréquents car ayant souvent été canalisés. La Loire est le dernier fleuve important ayant conservé des tresses sur une partie de son linéaire, et qu'on peut observer aussi sur l'Allier, son principal affluent. En revanche le Rhône a perdu ses quelques sections de tresses du fait de la construction de successions de barrages associés à sa canalisation pour rendre ce fleuve navigable, en élevant le niveau de l'eau, noyant les portions de chevelus qui y existaient. Un certain nombre de grands cours d'eau descendant les Alpes du Sud présentent encore un style en tresse bien marqué, comme la Durance, la Drôme, l'Eygues, le Var ou le Buëch, l'intensité du phénomène étant facilité par la quantité de sédiments grossiers provenant des torrents de montagnes en amont charriés et déposés dans les grands cours d'eau des vallées, et par le régime nival des débits (crues printanières lors de la fonte des neiges). 
À l'inverse, les cours d'eau dont le bassin versant est principalement situé dans des plaines sédimentaires, avec essentiellement un régime pluvial, et qui charrient en majorité des sédiments fins (limon, argile, matière organique), ne développent généralement pas de style en tresse, comme c'est le cas actuellement dans le bassin de la Seine en France (avant la canalisation et la construction des barrages, les zones de tresses étaient déjà quasiment absentes le long de la Seine et de ses affluents, et ont aujourd'hui entièrement disparus). Indépendamment de la géomorphologie, en plaine, c'est le climat et la couverture végétale dans le bassin versant qui a une grande influence sur le type de sédimentation dans les cours d'eau en aval. Un climat sec causant une faible couverture végétale favorise l'érosion sur de grandes surfaces et le transport des sédiments grossiers, même en plaine, et donc l'apparition de tresses dans les cours d'eau. Mais un climat humide avec une forte fréquence des crues violentes augmente également le transport de sédiments grossier tout en dégageant le lit du cours d'eau de sa végétation rivulaire sur une grande largeur, favorisant là aussi l'apparition de tresses.
La morphologie du lit de la Seine et de ses affluents (Oise, Marne et autres) a beaucoup évolué durant le Quaternaire avec les évolutions du climat. Durant les périodes glaciaires notamment, le climat sec et froid causant une faible couverture végétale dans le bassin versant, et les fortes crues saisonnières causées par la débâcle printanière, ont été la cause d'une forte sédimentation grossière, marquée par un style en tresses des lits de ces cours d'eau. Alors que les périodes chaudes avec un régime pluvial plus stable et surtout une végétation dense dans tout le bassin versant et le long des rives elles-mêmes, ont provoqué une sédimentation plus faible et plus fine, et l'évolution du lit des cours d'eau vers un style en méandres par creusement du lit majeur par le lit mineur.